# Lucillos (kommunhuvudort)
Lucillos är en kommunhuvudort i Spanien.   Den ligger i provinsen Toledo och regionen Kastilien-La Mancha, i den centrala delen av landet, 90 km sydväst om huvudstaden Madrid. Lucillos ligger 481 meter över havet och antalet invånare är 483.
Terrängen runt Lucillos är huvudsakligen platt. Lucillos ligger uppe på en höjd. Runt Lucillos är det ganska tätbefolkat, med 78 invånare per kvadratkilometer. Närmaste större samhälle är Talavera de la Reina, 18,7 km väster om Lucillos. Trakten runt Lucillos består till största delen av jordbruksmark.